# تام اسلینگزبی
تام اسلینگزبی (انگلیسی: Tom Slingsby؛ زادهٔ ۵ سپتامبر ۱۹۸۴) قایقران قایق بادبانی اهل استرالیا است.
وی در مسابقات کشوری و بین‌المللی در مجموع برندهٔ ۱ مدال طلا شده‌است.